# شریل ریکسون
شریل ریکسون (انگلیسی: Cheryl Rixon؛ زادهٔ ۱۲ اکتبر ۱۹۵۴ در پرت (استرالیا) یک هنرپیشه زن، مدل و طراح اهل استرالیا است. او به عنوان مانکن یک ماه مجله پنت هاوس در سالهای ۱۹۷۳ و ۱۹۷۵ و بعداً به عنوان مانکن سال در سال ۱۹۷۰ انتخاب شد. ریکسون اکنون در ایالات متحده زندگی می‌کند و جواهراتی که تحت عنوان Royal order می‌فروشد را طراحی می‌کند.

## اوایل کار
در اوایل دهه 1970 ، ریکسون دو بار فینالیست مسابقه سالانه زیبایی بیکینی Miss West Coast بود که هر ماه در ژانویه در پرت برپا می شد. او بعداً به عنوان دستیار نمایش بازی در تلویزیون محلی ظاهر شد.